# Romeo Ghircoiașiu

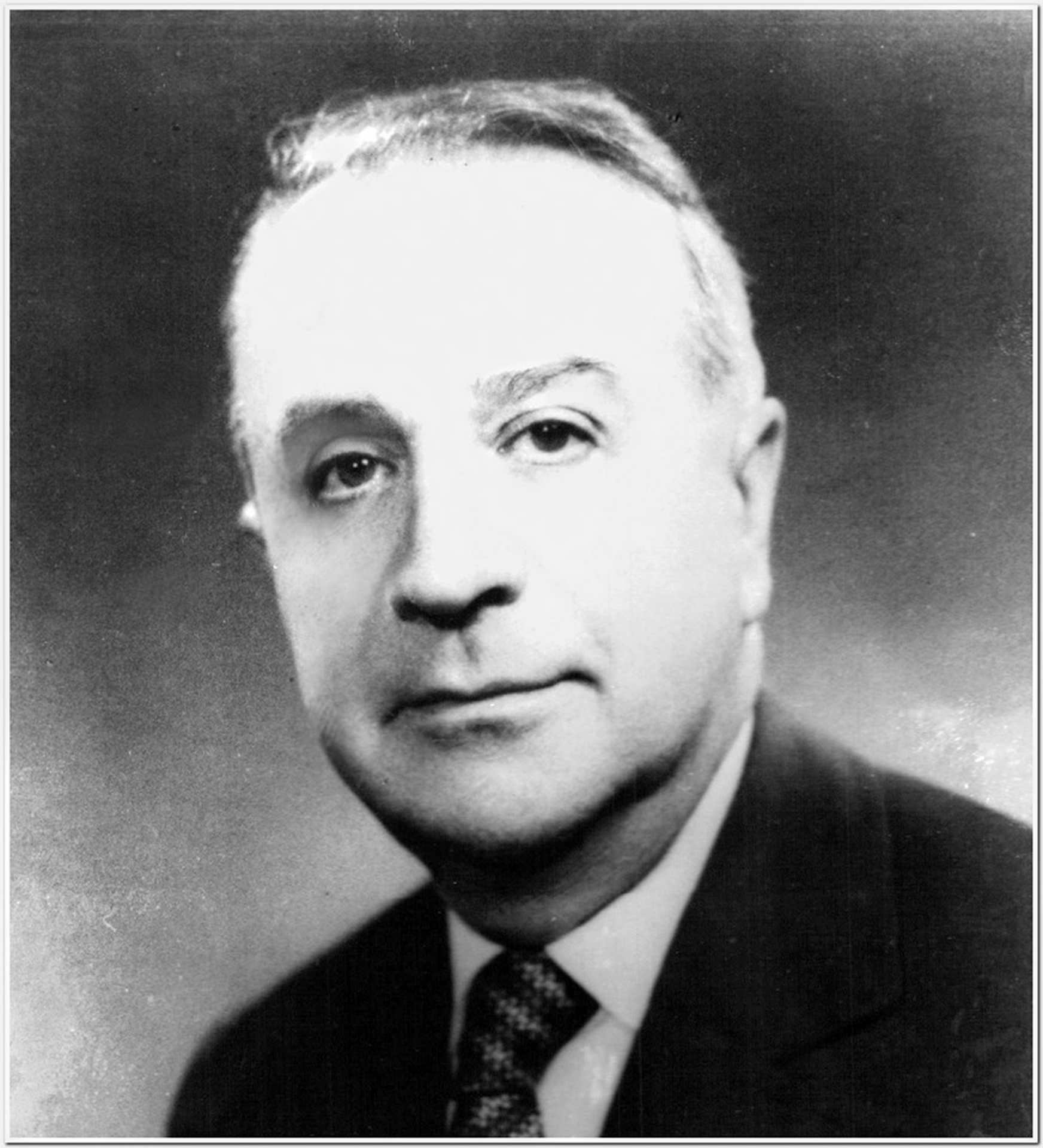

Romeo Mircea Ghircoiaș (n. 22 noiembrie 1919, Cluj – d. 21 martie 1995, Cluj) - Romeo Ghircoiașiu (semnătura de muzicolog) a fost un profesor universitar, muzicolog și pianist român, rector al Academiei de Muzică „Gheorghe Dima” din Cluj.
Facultatea de Sociologie și Drept din Cluj (1940-1944), cu doctorat (1948) și Conservatorul din Cluj (1939-1940, 1948-1949, 1953), (doctorat în 1970).

## Activitate
Cariera  universitară la Conservatorul de Muzică G. Dima: asistent (1949-1952), lector (1952-1957), conferențiar (1957-1969) și profesor (1969-1989, 1990-1995) a culminat în funcția de rector al acestei instituții (1970-1976).
A fost cercetător la Institutul de Istoria Artei al Academiei, filiala Cluj (1956-1973) și vicepreședinte al Uniunii Compozitorilor și Muzicologilor din România.
Tematica sa principală de cercetare a fost istoria muzicii românești.

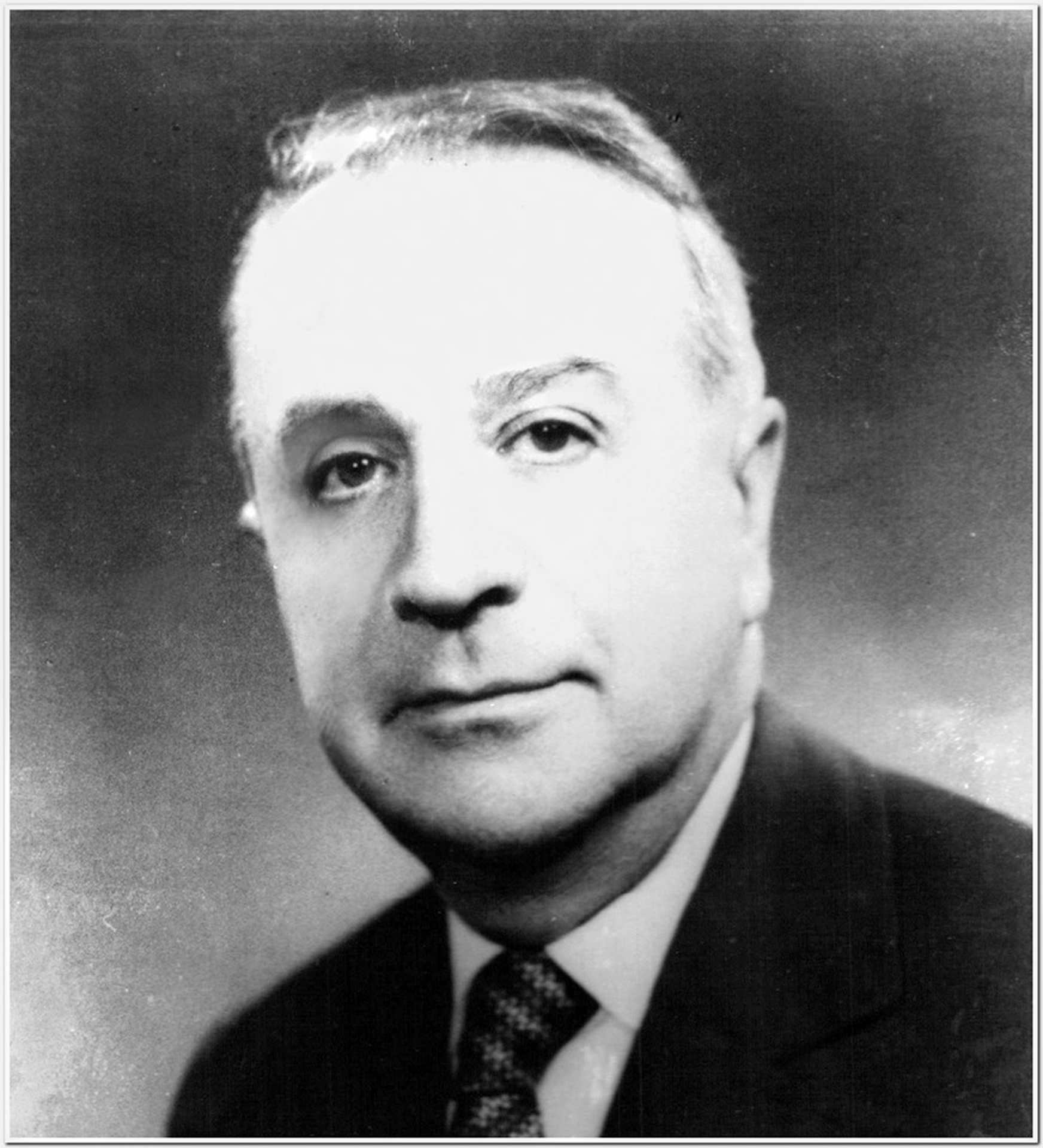

## Cărți publicate
Contribuții la istoria muzicii românești, vol. I, Editura Muzicală a Uniunii Compozitorilor, București, 1963
Studii enesciene, Editura Muzicală, București, 1981
Cultura muzicală românească în secolele XVIII-XIX, Editura Muzicală, București, 1992

## Studii publicate (selecție)
- Melodia dansului „Banu-Mărăcine” și dansurile haiducești în feudalism, „Studii muzicologice”, București, nr. 4/1957
- Eusebiu Mandicevschi, „Steaua”, Cluj, nr. 8/1957
- Creația muzicală maghiară din RPR, revista „Muzica”, București, nr. 7/1957
- „Codex Caioni” și unele probleme ale istoriei muzicii românești, în „Steaua”, Cluj. nr. 8/1958
- Arta lui Haydn în țara noastră, publicat în colaborare cu Stefan Lakatos, în „Catalogul expoziției Haydn”, Cluj-Napoca, aprilie, 1959
- Sigismund Toduță, în „Steaua”, Cluj, nr. 5/1959
- Un document muzical brașovean din secolul al XVI-lea: Odae cum harmoniis de J. Honterus, revista „Muzica”, București, nr. 10/1960
- Contribuții la problema periodizării muzicii românești, revista „Muzica”, București, nr. 5/1963
- Antonin Ciolan, în revista „Muzica”, București, nr. 2/1964
- Personalitatea lui Constantin Brăiloiu în lumina unor scrisori inedite, în „Lucrări de muzicologie”, vol. II, Conservatorul de Muzică „Gheorghe Dima”, Cluj‑Napoca, 1966
- Les Mélodies roumaines des XVI-XVIII-ème siècles, in: Acta Scientifica Congressus, Bydgoszcz, 1966
- Dezvoltarea creației simfonice românești în secolul al XIX-lea, în „Lucrări de muzicologie”, vol. III, Conservatorul de Muzică „Gheorghe Dima”, Cluj-Napoca, 1967
- Curentul romantic în cultura muzicală românească din secolul al XIX-lea, în „Lucrări de muzicologie”, vol. IV, Conservatorul de Muzică „Gheorghe Dima”, Cluj-Napoca, 1968
- Personalitatea lui Dimitrie Cantemir și unele aspecte ale gândirii sale muzicale, în „Lucrări de muzicologie”, vol. V, Conservatorul de Muzică „Gheorghe Dima”, Cluj‑Napoca, 1969
- Elemente iluministe în cultura muzicală românească din Epoca Școlii Ardelene, în „Lucrări de muzicologie”, vol. VI, Conservatorul de Muzică „Gheorghe Dima”, Cluj‑Napoca, 1970 <ref<nowiki/>http://musicologypapers.ro/Revistevechi/Lucrari%20de%20Muzicologie%20vol%206.pdf Arhivat în 13 martie 2016, la Wayback Machine.
* ''Les Sciences musicales en Roumanie au XIX-ème siècle'', în „Acta musicologica”, nr. 3-4, Basel, 1971
* Tradiții ale cântecului patriotic, în „Studii de muzicologie”, vol. VII, Editura Muzicală, București, 1971
* Articolele monografice: E. Caudella, P. Ciuntu, D.G. Kiriac, G. Dima, I. Ivanovici, K. Mikuli, I. Mureșianu, G. Musicescu, C. Porumbescu, T. Popovici, E. Wachmann, I. Vorobkievici, în ''Grove’s Dictionary of Music and Musicians'', London, 1972
* ''Dimitrie Cantemir - muzicianul'', în „Tribuna”, Cluj, nr. 43 din 25 octombrie 1973
* ''Le public musical en Roumanie aux XIX-XX-ème siècles'', în „International Review of the Aesthetics and Sociology of Music”, Zagreb, 1974
* ''Muzica laică feudală'', în „Muzica românească”, Geneva-Elveția, 1974
* ''Le maqam Bayati et le mode dorien, une paralelle'', în revista „Muzica”, București, 1976
* ''Clasificarea științelor muzicale și unele probleme de obiect și metodă'', în „Lucrări de muzicologie”, vol. VIII-IX, Conservatorul de Muzică „Gheorghe Dima”, Cluj-Napoca, 1979
* ''Epistemologia muzicii ca artă și știință'', în revista „Muzica”, Editura Muzicală, București, nr. 3/1979
* ''Muzicologia și metoda istorică'', în „Lucrări de muzicologie”, vol. X-XI, Conservatorul de Muzică „Gheorghe Dima”, Cluj-Napoca, 1979
* ''Momente în evoluția stilistică a lui Sigismund Toduță'', în <nowiki>''Lucrări de muzicologie'', vol. XIV, Conservatorul de Muzică „Gheorghe Dima”, Cluj-Napoca, 1979
- Das Musikleben in Grosswardein - Oradea, im XVIII Jahrhundert, în „Haydn‑Jahrbuch”, 10, Universal Edition, Wien, 1979, p. 49-52
- Das ästhetische Denken und die rumänische Oper von der Romantik zur Moderne, în ''Schriftenreihe der Hochschule für Musik'' ''„C.M. von Weber”'', Dresden, 7, Sonderheft, Romantik-Konferenz, 1983
- Conținutul ideatic în muzicologia clujeană interbelică, în „Lucrări de muzicologie”, vol. XV, Conservatorul de Muzică „Gheorghe Dima”, Cluj-Napoca, 1984
- Idealuri umaniste în muzicologia clujeană interbelică, în „Lucrări de muzicologie”, vol. XV, Conservatorul de Muzică „Gheorghe Dima”, Cluj-Napoca, 1984
- Categorii binare în creația și recepția muzicală, în „Lucrări de muzicologie”, vol. XVI, Conservatorul de Muzică „Gheorghe Dima”, Cluj-Napoca, 1984
- Structuri acustice în muzica est-europeană și orientală, în „Lucrări de muzicologie”, vol. XIX-XX, Conservatorul de Muzică „Gheorghe Dima”, Cluj-Napoca, 1986
- Simboluri ale gândirii ancestrale în arta lui George Enescu și Mihail Sadoveanu, în „Lucrări de muzicologie”, vol. XXI, Conservatorul de Muzică „Gheorghe Dima”, Cluj‑Napoca, 1991
- Harry Maiorovici - Dialogue of the Arts, in: Studia Iudaica, nr. 2, Editura Sincron, 1993, p. 144-145